# Цокання

Цокання кружками з пивом

Цокання (або чокання) — застільний ритуал, при якому в ході спільного розпивання спиртного учасники стукають своїми келихами або чарками об келихи чи чарки інших учасників з метою висловлення вітання або привітання.

## Версії походження
Походження традиції точно невідоме. Одне з пояснень полягає в тому, що розплескування напою та його потрапляння в склянку сусіда було демонстрацією відсутності отрути (у середньовічній Франції, цокнувшись, люди обмінювалися келихами), інше виводить звичай з повір'я, що звуки посудин, що стикаються, виганяють з алкоголю «злих духів».
Раціональне пояснення звичаю зводиться до того що, що пиття вина природно задіює чотири з п'яти почуттів: зір, дотик, смак, нюх . Для гармонії залишається додати останнє почуття — слух.

## Етикет
Чокання — стандарт поведінки в російській культурі, але ставлення до нього в інших європейських культурах може бути обережним: по-перше, у великих групах чокання утруднено, по-друге, удари по келихах можуть їх пошкодити. Тому англомовні посібники з етикету рекомендують спочатку простежити за господарем (який може берегти свій кришталь і не цокатися), а потім діяти так, як діє господар. У будь-якому випадку цокатися рекомендують акуратно.
У японському гулянні цокатися не прийнято.